# Сергеев, Армен Глебович
Сергеев Армен Глебович (род. 11 марта 1949, Москва) — советский и российский учёный в области математики.

## Биография
Окончил механико-мaтематический факультет МГУ (1971). В 1975 году защитил кандидатскую диссертацию на тему «Многомерная задача факторизации и мультипликативная теория гиперфункций», ученик А. Г. Костюченко.
С 1982 года работает в Математическом институте им. В. А. Стеклова (МИАН), заместитель директора МИАН по научной работе (по 2015 год)
Доктоp физико-мaтематических наук (1989, диссертация «Некоторые вопросы комплексного анализа в строго псевдовыпуклых полиэдрах и трубчатых конусах»). Старший научный сотрудник (1990).
Преподаёт на механико-математическом факультете, профессор кафедры теории функций и функционального анализа (1994).
Заместитель главного редактора журнала «Известия РАН. Серия математическая».
Член Правления Московского математического общества (ММО) — Редактор Трудов ММО.
Почётный доктор Хэнанского университета (Хэнань, Китай). Иностранный член НАН РА (2014).

## Научные интересы

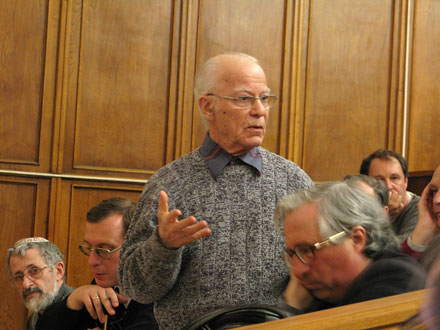
На заседании Московского математического общества. Выступает В. А. Зорич

Комплексный анализ и комплексная геометрия трубчатых областей, псевдоголоморфные кривые, матричные области голоморфности, геометрическое квантование, уравнения Зайберга-Виттена, уравнения вихрей, бесконечномерные кэлеровы многообразия и гармонические отображения компактных римановых поверхностей в кэлеровы многообразия. Ведёт исследования универсального пространства Тейхмюллера, которое содержит классические пространства Тейхмюллера компактных римановых поверхностей конечного рода в качестве комплексных подмногообразий.